# Antekubitales Pterygiumsyndrom
Das Antekubitale Pterygiumsyndrom, lateinisch Pterygium cubitale ist eine seltene Fehlbildung mit dem Hauptmerkmal eines angeborenen Pterygium (Flügelfell) in der Ellenbeuge mit Streckhemmung.
Synonyme sind: Flügelfell; Flughaut; englisch congenital webbed elbow; cutaneus web

## Verbreitung und Ursache
Das Pterygium kann ein- oder beidseitig auftreten.
Die Häufigkeit wird mit unter 1 zu 1.000.000 angegeben, die Vererbung erfolgt wohl autosomal-dominant.
Die Ursache ist noch nicht geklärt, über familiäre Häufung und autosomal-dominanten sowie rezessiven Erbgang wurde berichtet.

## Im Rahmen von Syndromen
Bei folgenden Syndromen kann ein cubitales Flügelfell auftreten:
- Arthrogrypose
- Bonnevie-Ullrich-Syndrom
- Turner-Syndrom
- Cornelia-de-Lange-Syndrom
- Möbius-Syndrom

## Pathologie
Das Flügelfell verläuft vom Oberarm über die Ellenbeuge zum Unterarm und fixiert eine Beugestellung, die Oberarmmuskulatur ist atroph bis fehlend, die Muskelansätze sind atypisch weiter distal. Hinzu kommen Veränderungen am Humerusknochen sowie am proximalen Radioulnargelenk mit Subluxation des Radiusköpfchens nach dorsal.

## Klinische Erscheinungen
Neben der sichtbaren Veränderung und der fixierten Beugekontraktur können weitere Fehlbildungen vorliegen:
Hypoplasie der Ulna, Syndaktylie, Oligodaktylie, Kampto- und Klinodaktylie.
Außerhalb des Skelettes können auch das Herz oder das Urogenitalsystem betroffen sein.

## Therapie
Aufgrund der Veränderungen auch an der Muskulatur, dem Gelenk und dem Verlauf der Gefässnervenbündel erweist sich eine erfolgversprechende Behandlung als schwierig.

## Geschichte
Die Erstbeschreibung stammt wohl aus dem Jahre 1903 durch F. Zahrt.
Die Bezeichnung „Pterygium-Syndrome“ wurde im Jahre 1969 durch Charles I. Scott geprägt.